# Ait El Mane
Ait El Mane (franska: Ait El Mane (CR), Ait El Mane (Commune Rurale), arabiska: مركز الجبهة) är en kommun i Marocko.   Den ligger i provinsen Boulemane och regionen Fès-Meknès, i den nordöstra delen av landet, 240 km öster om huvudstaden Rabat. Antalet invånare är 2 243.